# Treutlen County
Treutlen County är ett administrativt område i delstaten Georgia, USA, med 6 885 invånare. Den administrativa huvudorten (county seat) är Soperton. 

## Geografi
Enligt United States Census Bureau så har countyt en total area på 524 km². 520 km² av den arean är land och 4 km² är vatten.

### Angränsande countyn
- Emanuel County - nordost
- Montgomery County - i sydost
- Wheeler County - sydväst
- Laurens County - väst